# エイティガールモスク
座標: 北緯39度28分20秒 東経75度59分3秒 / 北緯39.47222度 東経75.98417度

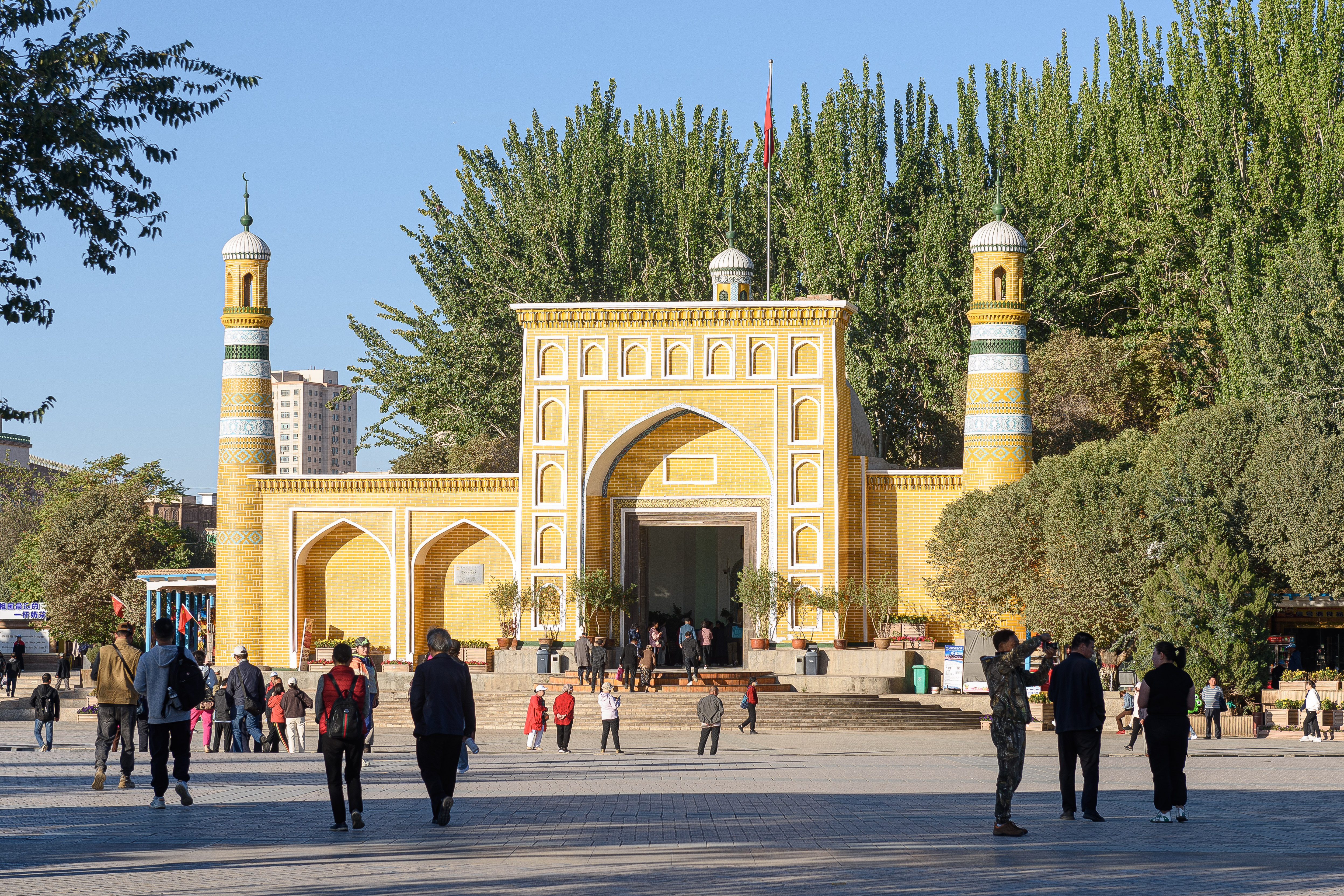
エイティガールモスク

エイティガールモスク（ウイグル語: ھېيتگاھ مەسچىتى Hëytgah Meschiti, 中国語簡体字：艾提尕尔清真寺、英語：Id Kah Mosque）は中華人民共和国新疆ウイグル自治区のカシュガル市に位置する中国最大のモスクである。

## 概要
8世紀に遡る古い建物を組み込み1442年ごろに建てられた。エイティガールとは、「祝日に礼拝を行う場所」の意。
毎日約2千から3千人のムスリムがエイティガールモスクに礼拝に訪れる。
2014年7月にイマームのジュメ・タヒール師が東トルキスタンイスラム運動の影響を受けたとされる男3人に殺害される事件が起きている。
2010年代後半から、エイティガールモスクはすでに本来のモスクの役割を終えさせられていて、建物はあるが、観光客だけにあふれる観光地になっていると、国外のメディアは報告している。